# 蘿西·歐唐納
蘿西·歐唐納（英語：Rosie O'Donnell，1962年3月21日—）是一位美国女演员、作家和电视主持人。她同时也是一位杂志社编辑，博客名人，同性恋权利活动家和电视节目制作人。
歐唐納十几岁时开始了她的喜剧生涯。1996年，她开始主持The Rosie O'Donnell Show，这个节目获得多个艾美奖。

## 个人生活

### 出柜

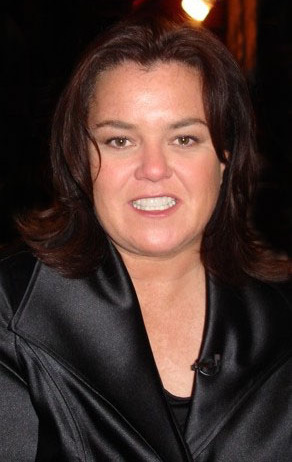
蘿西·歐唐納在2006年11月7日

2002年1月31日，歐唐納出现在情景喜剧《威尔与格蕾丝》中，她扮演一个女同性恋母亲。一个月后歐唐納出柜承认自己是女同性恋。她说希望人们关注LGBT收養问题。她抗议收养机构，特别是佛罗里达州拒绝男同性恋和女同性恋父母收养的权利。

### 婚姻与孩子
2004年2月26日，蘿西·歐唐納与Kelli Carpenter结婚。
2009年11月中旬，歐唐納透露，Carpenter已经在2007年搬出了她们的家。1个月后，歐唐納与她的新女友艺术家Tracy Kachtick-Anders公开露面.歐唐納和Carpenter收养了Parker Jaren（生于1995年），Chelsea Belle（生于1997年）和Blake Christopher（生于1999年）。她们的第四个孩子Vivienne Rose（通过人工授精）出生于2002年，生母是Carpenter。2000年，她们收养了Mia（1997年出生）2001年，佛罗里达州政府将Mia从她们的家带离，歐唐納后来做了许多工作为结束佛罗里达州禁止同性家庭收养的法律。截至2010年，歐唐納和她的家人一直居住在纽约州。歐唐納的兄弟Daniel也是同性恋，是代表曼哈顿上西城的纽约州议会的成员。
2011年2月，歐唐納与她的女友Tracy Kachtick-Anders分手。
歐唐納在2011年夏天开始与Michelle Rounds约会。Rounds是一个40岁的纽约市行政猎头顾问。2011年12月5日，歐唐納在The Rosie Show宣布她和Rounds订婚。2012年6月9日她们在纽约的一个私人仪式上结婚。

### 健康
歐唐納2012年8月中旬做了心脏手术。后来她在Twitter上透露，为了健康，她会保持以植物为主的饮食习惯。